# Jebba
Jebba – miasto w Nigerii w stanie Kwara nad brzegami Nigru. W 2007 roku zamieszkiwało je 20 000 mieszkańców. Dominującą grupą etniczną są tu Jorubowie.